# Pardosa cribrata
Pardosa cribrata este o specie de păianjeni din genul Pardosa, familia Lycosidae, descrisă de Simon, 1876.

## Subspecii
Această specie cuprinde următoarele subspecii:
- P. c. catalonica
- P. c. roscai